# Werner Rothmaler
Werner Walter Hugo Paul Rothmaler (* le 20 août 1908 à Sangerhausen ; † le 13 avril 1962 à Leipzig) est un botaniste allemand.